# 秘鲁黄金博物馆与世界武器博物馆

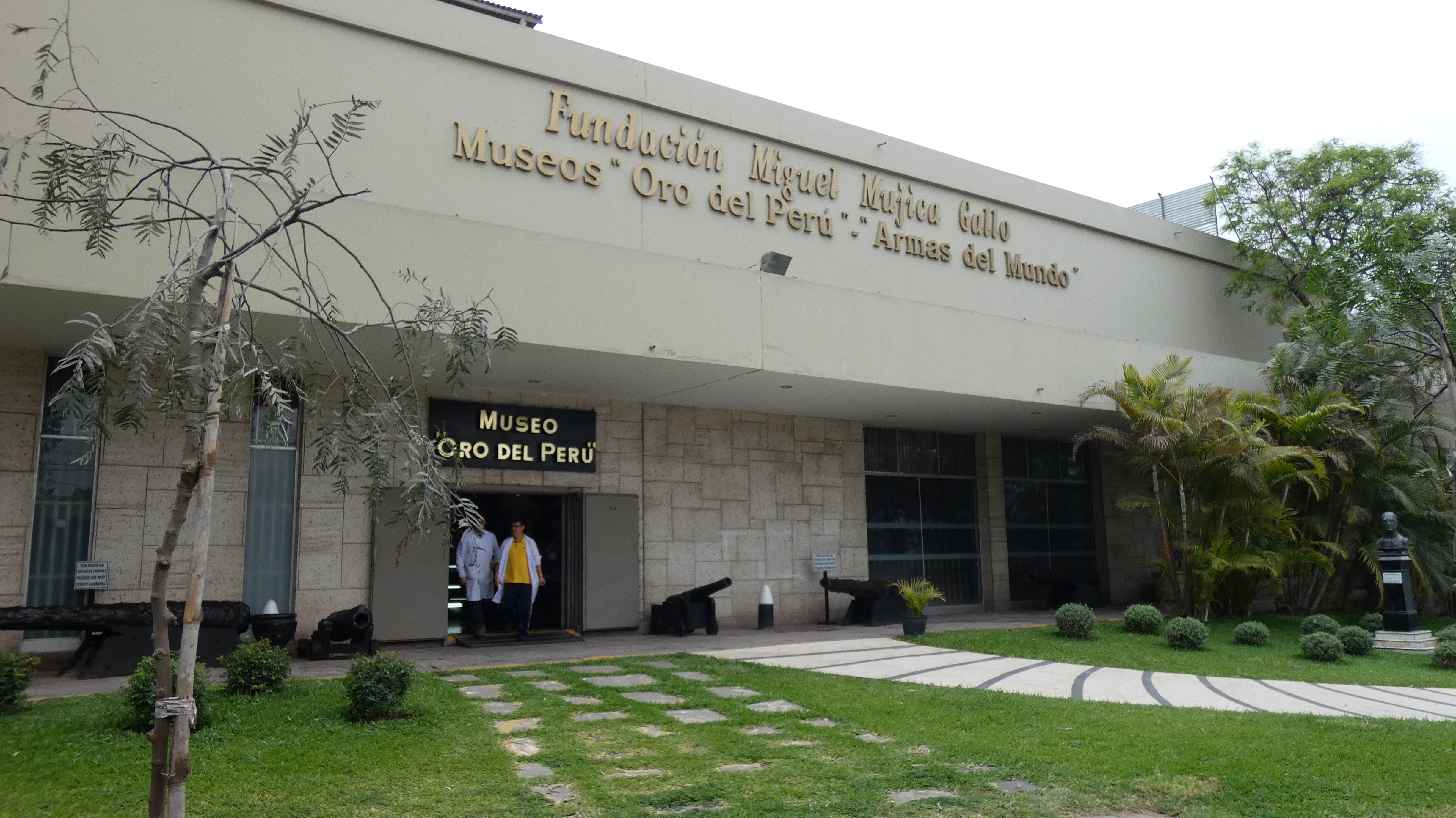

秘鲁黄金博物馆和世界武器博物馆（西班牙語：Museo Oro del Perú y Armas del Mundo）是秘鲁的博物馆之一。在二十世纪六十年代，米格尔·穆希卡·加洛收藏不少珍物，並创建了一个以他名字命名的基金会。这个基金会兼管秘鲁黄金博物馆和世界武器博物馆，该馆位于秘鲁利马省圣地亚哥德苏尔科区。博物馆两层楼高的建筑由钢筋混凝土修建而成的，入口的设计像一座安全的库房，如银行的保险柜。
创始人将博物馆捐赠给国家。由米格尔·穆希卡·加洛基金会管理博物馆。

## 秘鲁黄金
米格尔·穆希卡·加洛收藏了八千多件的奇珍异品，收集的古艺品主要来自于秘鲁北部海岸的考古遗址。这位卓越的收藏家是因为对秘鲁历史的興趣，而激起了他搜集文物的爱好。目的是为了给这个千年历史的工匠国家留下遗产，也是对秘鲁前哥伦布时期的文化的一种尊敬。博物馆内的收藏品有贵重金属：如金、银、一些铂片、多种纺织、陶瓷、木乃伊、秘鲁木乃伊和别的珍贵物品。

## 世界武器
由于他出国旅行多次，米格尔·穆希卡·加洛也收集了很多世界上的武器。最老的是公元前13世纪的。有大折扣的时候，他就大肆的购买。在博物馆，展出两万种武器。有许多不同时代和国家的武器。因为这个博物馆的武器数量、质量、谨慎的维护工作和武器原持有人的身份，所以这个博物馆被认为是这个领域最重要的世界博物馆之一。这是博物馆创始人的私人收藏的努力结果。除了武器，也有战服、马鞍、装甲、马刺和其他标记时代的东西，以及3300年前的历史人物使用的装备。

## 外部連結
- （英文）官方网页

12°06′33″S 76°57′50″W / 12.1092°S 76.9639°W